# Gens Valeria
Gens Valeria, eller Valerius (i flertal: Valerii), var en af de ældste patriciske slægter (gens) i det antikke Rom. Familien var fremtrædende fra begyndelsen af Republikken til den seneste periode af Kejserriget. Sammen med Aemilii, Claudii, Fabii, Manlii og Cornelii var Valerii med stor sandsynlighed blandt gentes maiores (de vigtigste og mest magtfulde familier i Rom), som i århundreder dominerede Republikkens forskellige magistrat-embeder.
Publius Valerius Poplicola var en af konsulerne i 509 f.Kr. – året hvor Roms konge blev væltet – og medlemmer af hans familie var blandt de mest berømte statsmænd og generaler i begyndelsen af Republikken. I løbet af de næste ti århundreder producerede få gentes så mange fremtrædende mænd, som konstant var at finde på listen over årlige romerske magistrater (embedsmænd). Flere af kejserne hævdede at nedstamme fra Valerii'erne, hvis navn de ligeledes bar som en del af deres officielle navngivning.